# Wallace Shaw
Wallace Franklin Shaw (Watervliet, 2 febbraio 1870 – Westfield, 3 giugno 1960) è stato un golfista statunitense.

## Carriera
Shaw partecipò al torneo individuale di golf ai Giochi olimpici di Saint Louis 1904, in cui giunse sessantaduesimo a pari merito con William Withers.